# Odynerus kassalensis
Odynerus kassalensis är en stekelart som beskrevs av Giordani Soika. Odynerus kassalensis ingår i släktet lergetingar, och familjen Eumenidae. Inga underarter finns listade i Catalogue of Life.